# Aberdeenshire
A Área de Conselho (ou Council Area) de Aberdeenshire (em gaélico escocês, Siorrachd Obar Dheathain), é uma das 32 novas subdivisões administrativas da Escócia e faz fronteira: com o Mar do Norte a norte, com Aberdeen a leste, com Angus a sul, com Highland no extremo sudoeste e com Moray a leste.
Atualmente Aberdeenshire não inclui a cidade de Aberdeen, que é também uma Área de Conselho com poderes próprios. Porém, Aberdeenshire tem seu prédio de assembleias dentro de Aberdeen, a única Área de Conselho onde acontece isso.

## História

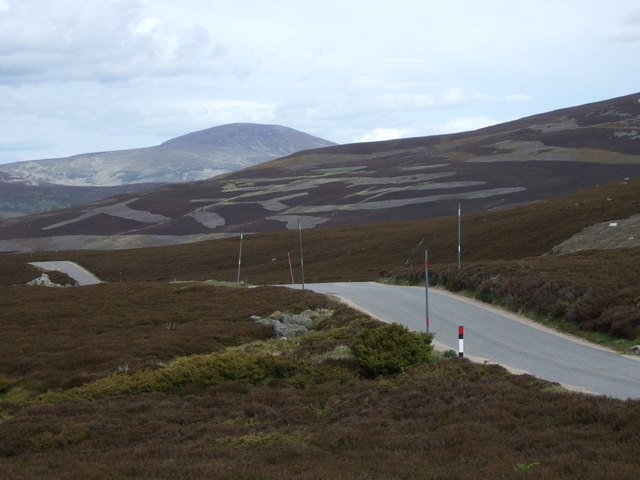
Aberdeenshire

Aberdeenshire tem uma rica herança pré-histórica e histórica. São encontrados na região um grande número de sítios arqueológicos do neolítico e da Idade do Bronze, incluindo Longman Hill, Kempstone Hill, Catto Long Barrow e Cairn Lee. 
A presente Área de Conselho recebeu seu nome do condado de Aberdeenshire que foi extinto em 1975, sob uma lei do parlamento escocês de 1973, para se transformar na Região de Grampian subdividida em 5 distritos: Banff and Buchan, Gordon, Kincardine and Deeside, Moray e Aberdeen. Novamente em 1996, sob uma lei de 1994, a região foi abolida para o surgimento da nova Council Area de Aberdeenshire.

## Clima e hidrografia
Há numerosos rios e córregos em Aberdeenshire, incluindo: Cowie Water, Carron Water, Burn of Muchalls, River Dee, River Don, Rio Ury, Rio Ythan, Water of Feugh, Burn of Myrehouse, Laeca Burn e Luther Water.  
Numerosas baías e estuários são vistos na costa litorânea, incluindo Banff Bay, Ythan Estuary, Stonehaven Bay e Thornyhive Bay.
Os verões são moderados e os invernos rigorosos. As temperaturas na área litorânea são moderadas pelo Mar do Norte, tipicamente mais frias no verão e mais quentes no inverno do que nas regiões interiores.

## Demografia
As 10 maiores cidades em Aberdeeshire, no censo de 2004, eram:
- Peterhead (17 560)
- Fraserburgh (12 150)
- Inverurie (10 760)
- Stonehaven (10 160)
- Westhill (10 060)
- Ellon (9 540)
- Portlethen (6 770)
- Banchory (6 270)
- Turriff (4 610)
- Huntly  (4 460)

## Area Forum
Aberdeenshire está subdivididas em 6 Area Forums, similar às comarcas e distritos:
- Banff and Buchan
- Buchan
- Formartine
- Garioch
- Marr
- Kincardine and Mearns

## Lugares de interesse
- Badenyon
- Castelo Balmoral
- Castelo Drum
- Castelo Dunnottar
- Castelo Fetteresso
- Lago de Strathbeg
- Castelo Muchalls
- Rio Dee
- Castelo Slains

## Cidadão notáveis
- Alexander Garden, (1730-1791), naturalista;

- Hugh Mercer, (1726-1777), médico.